# Bill Parkyn
Bill Parkyn (1950–2012) era um cientista americano que morava em Lomita, na Califórnia.

## Vida pregressa
Parkyn nasceu em Nova Jérsia e cresceu no Condado de Orange, Califórnia.

## Educação
Parkyn possui Bacharelado em Ciências (BS), Aeronáutica/Aviação/Ciência e Tecnologia Aeroespacial, General no Instituto de Tecnologia de Massachusetts, com uma bolsa de estudos completa de quatro anos.

## Carreira
Parkyn trabalhou em óptica sem imagem. Suas especialidades foram resolver novos problemas de design óptico para iluminação de LED e gerar nova propriedade intelectual. O livro "Introduction to Nonimaging Optics" em seus reconhecimentos, refere que "se beneficiou das habilidades de escrita e da vasta experiência de Bill Parkyn em óptica, que editou o livro inteiro, melhorando consideravelmente a legibilidade".
Ele foi o cientista-chefe da InteLED de 2001 a 2012, diretor de tecnologia da Teledyne Lighting & Display em Marina Del Rey, Califórnia, de 1992 a 2002 e parte da equipe técnica da bd Systems em Torrance, CA, de 1985 a 1994.
Em seu trabalho na bd Systems, Parkin desenvolveu softwares para simular a vigilância da órbita terrestre, o desempenho do veículo de lançamento, a segmentação por feixe de partículas SDI, cenários de guerra de mísseis e cobertura ASAT. A bd Systems era fornecedora de serviços de engenharia aeroespacial e tecnologia da informação.
Nos anos 80, ele trabalhou na National Technical Systems, onde montou e administrou uma das poucas instalações de teste de painéis solares aprovados nos Estados Unidos.
A experiência técnica da Parkyn era abrangente e incluía os campos de: óptica sem imagem, engenharia óptica, engenharia térmica, energia solar e elaboração de patentes. Parkyn foi um inventor prolífico e sua lista de patentes é extensa. Ele foi um dos inventores das modernas lentes TIR (Total Internal Reflection), como exemplificado pela patente americana 5676453, emitida em 1997, com seu co-inventor, Dr. David Pelka. Ele e o Dr. Pelka colaboraram em várias invenções durante um período de várias décadas. Parkin também foi co-inventor com o famoso Dr. Roland Winston (US 6177761) sobre uma patente para extrair e irradiar melhor a luz dos LEDs. Parkyn colaborou em muitas invenções com pesquisadores da empresa Light Prescription Innovators (EUA e Espanha) e da Universidad Politécnica de Madrid de 2000 a 2012. No geral, Parkyn possuía 23 patentes.
Seus interesses pessoais também eram variados e incluíam história mundial, astrofísica, economia, biologia celular, filosofia política ou filosofia da mente e dos vikings e sua linguagem ou runas escritas.